# Sore ga Seiyū!
Sore ga Seiyū! (それが声優！ lit. ¡La vida de Seiyū!?) Es una comedia de 4 paneles de la serie manga dōjin. El manga está escrito por la actriz de voz Masumi Asano, con arte de Kenjiro Hata, y se publica bajo el nombre de círculo Hajimemashite. El manga se lanzó en el Comiket 81 en diciembre de 2011, con más lanzamientos en cada Comiket posterior.

## Argumento
Soñando con convertirse en una seiyū profesional de primer nivel, Futaba Ichinose es una novata que busca con mucha ansiedad audiciones y sesiones que le permitan dar un buen rendimiento. Encontrándose con grandes nombres importantes de la industria, ella quiere encontrar su propia voz y estilo únicos.
En el transcurso de su vida como seiyu se hace amiga de Ichigo Moesaki, una aspirante a idol que dice venir de otro planeta. Y su otra amiga llamada Rin Kohana, una actriz de voz alegre y tímida que logra equilibrar su trabajo con la escuela en la que estudia al mismo tiempo. Juntas las tres enfrentan los altibajos en la industria del entretenimiento.

## Personajes
Futaba Ichinose (一ノ瀬 双葉 Ichinose Futaba?)
 Seiyū: Rie Takahashi
Futaba es una nueva actriz de voz novata, nerviosa y tímida, está afiliada a Aozora Productions. Ella piensa demasiado en que tipo de actuación tiene que dar. Tiene un trabajo de medio tiempo en una tienda de conveniencia y más adelante trabaja en una pequeña radio junto con sus amigas Ichigo y Rin, después forma una unidad con las tres llamado las Earphones. Ella tiene una muñeca de peluche llamada Korori-chan con la cual ocasionalmente expresa voces para sentirse animada.
Ichigo Moesaki (萌咲 いちご Moesaki ichigo?)
 Seiyū: Yuki Nagaku
Una hiperactiva chica que frecuentemente suele decir ser una princesa de un planeta fresa haciendo énfasis como parte de su personaje. Trabaja en varios cargos a tiempo parcial lo cual no permanece demasiado y es despedida debido a las ausencias. Ella tiene un carácter alegre y siempre hace crear buena atmósfera junto con Futaba y Rin. Ella es integrante de Earphones. Ichigo sueña con ser una seiyū y una idol que canta y baile.
Rin Kohana (小花 鈴 Kohana Rin?)
 Seiyū: Marika Kōno
Una actriz de voz de 15 años, es amiga de Futaba e Ichigo. Desde los cinco años ya lleva realizando su carrera como seiyū, lo que quiere decir que ya tiene buena experiencia en la industria. Rin es una chica muy educada, trabaja en la agencia de talentos de entretenimiento Sakuranbo Theatre Group al mismo tiempo que asiste a la escuela. Ella también es la mejor amiga de Sayo e integrante de Earphones.
Hikari Shiodome (汐留 ヒカリ Shiodome Hikari?)
 Seiyū: Hitomi Nabatame
Ella es una seiyū veterana en Aozora Productions y la senpai de Futaba. También expresó un papel en el anime Bodhisattvon.
Aoi Konno (紺野 あおい Konno Aoi?)
 Seiyū: Nozomi Furuki
Es la nueva mánager de Aozora Productions.
Atsumari-san (集さん?)
 Seiyū: Ami Koshimizu
Mánager de Aozora Productions.
Taisuke Yamori (家守 太輔 Yamori Taisuke?)
 Seiyū: Nobuyuki Hiyama
Seiyu veterano de Aozora Productions.
Kaibara-san (海原さん?)
 Seiyū: Kentai Miyake
Productor del anime Bodhisattvon quien descubrió a Futaba, Ichigo y Rin para presentar una radio web y formar el grupo Earphones.
Sayo-chan (サヨちゃん?)
 Seiyū: Ayane Sakura
Es la mejor amiga desde la infancia de Rin y han estado juntas desde la primaria y parte de la secundaria.

## Media

### Manga
La serie de manga dōjin, creado por Kenjirou Hata y la actriz de voz Masumi Asano trabajaron juntos bajo el nombre de Hajimemashite, lanzaron el manga en invierno en el comiket de 2011.

### Anime
La adaptación a anime estuvo a cargo del estudio Gonzo, el cual se emitió del 29 de septiembre al 19 de diciembre de 2015 por las cadenas Tokyo MX, MBS y BS Fuji contando con un total de 13 episodios más 1 OVA. Su tema de apertura es "Sore ga Seiyū!" (それが声優!) interpretado por Earphones(Rie Takahashi, Yuki Nagaku y Marika Kouno). Su primer tema de cierre es "Anata no O Mimi ni Plug In!" (あなたのお耳にプラグイン!)  y su segundo tema de cierre es "Hikari no Saki e" (光の先へ) ambos interpretados por Earphones.